# Dale Hall
Dale Stanley Hall (Pittsburg, 21 giugno 1924 – Bunnell, 23 agosto 1996) è stato un cestista, giocatore di football americano, allenatore di pallacanestro e allenatore di football americano statunitense.

## Carriera
Attivo a livello di college, ha giocato a pallacanestro e football americano nei Black Knights della United States Military Academy.
Dopo la seconda guerra mondiale ha assunto l'incarico di assistente allenatore di football dapprima alla Purdue University, poi alla Università del New Hampshire (dove ha anche allenato la squadra di basket), alla University of Florida ed alla United States Military Academy. Proprio alla Military Academy è stato nominato capo allenatore nel periodo 1959-1961.

## Palmarès

### Pallacanestro
- Sporting News Player of the Year: 1944